# Andrena lepidii
Andrena lepidii är en biart som beskrevs av Ribble 1968. Andrena lepidii ingår i släktet sandbin, och familjen grävbin. Inga underarter finns listade i Catalogue of Life.